# Pseudolimnophila flavithorax
Pseudolimnophila flavithorax är en tvåvingeart som beskrevs av Alexander 1956. Pseudolimnophila flavithorax ingår i släktet Pseudolimnophila och familjen småharkrankar. Inga underarter finns listade i Catalogue of Life.